# کلوولی، نیو ساوت ولز
کلوولی (به انگلیسی: Clovelly) یک حومه شهر در استرالیا است که در نیو ساوت ولز واقع شده‌است.